# 83e cérémonie des National Board of Review Awards
La 83e cérémonie des National Board of Review Awards, décernés par le National Board of Review, a eu lieu le 2 décembre 2011, et a récompensé les films réalisés dans l'année.

## Classements 2011 du National Board of Review

### Top 10 films
- The Artist
- Cheval de guerre (War Horse)
- The Descendants
- Drive
- Harry Potter et les Reliques de la Mort - 2e partie (Harry Potter and the Deathly Hallows - Part 2)
- Hugo Cabret (Hugo)
- J. Edgar
- Les Marches du pouvoir (The Ides of March)
- Millénium, les hommes qui n'aimaient pas les femmes (The Girl with the Dragon Tattoo)
- The Tree of Life

### Top films étrangers
- 13 Assassins (十三人の刺客) •  Japon/ Royaume-Uni
- À bout portant •  France
- Footnote (הערת שוליים)  •  Israël
- Le Havre •  France
- Troupe d'élite 2 (Tropa de Elite 2 – O Inimigo Agora é Outro) •  Brésil

### Top films documentaires
- Born to Be Wild 3D
- Buck
- George Harrison: Living in the Material World
- Le Projet Nim (Project Nim)
- Senna

### Top films indépendants
- 50/50
- Another Earth
- Beginners
- A Better Life
- Bienvenue à Cedar Rapids (Cedar Rapids)
- Margin Call
- Shame
- Take Shelter
- We Need to Talk about Kevin
- Les Winners (Win Win)

## Palmarès
- Meilleur film :
  - Hugo Cabret (Hugo)
- Meilleur réalisateur :
  - Martin Scorsese pour Hugo Cabret (Hugo)
- Meilleur acteur :
  - George Clooney pour le rôle de Matt King dans The Descendants
- Meilleure actrice :
  - Tilda Swinton pour le rôle d'Eva Khatchadourian dans We Need to Talk about Kevin
- Meilleur acteur dans un second rôle :
  - Christopher Plummer pour le rôle de Hal dans Beginners
- Meilleure actrice dans un second rôle :
  - Shailene Woodley pour le rôle d'Alex King dans The Descendants
- Meilleur espoir : (ex æquo)
  - Felicity Jones pour le rôle d'Anna dans Like Crazy
  - Rooney Mara pour le rôle de Lisbeth Salander dans Millénium, les hommes qui n'aimaient pas les femmes (The Girl with the Dragon Tattoo)
- Meilleure distribution :
  - La Couleur des sentiments (The Help)
- Meilleur premier film :
  - Margin Call de J. C. Chandor
- Meilleur scénario original :
  - 50/50 – Will Reiser
- Meilleur scénario adapté :
  - The Descendants – Alexander Payne, Nat Faxon et Jim Rash
- Meilleur film en langue étrangère :
  - Une séparation (جدایی نادر از سیمین) •  Iran
- Meilleur film d'animation :
  - Toy Story 3
- Meilleur film documentaire :
  - Paradise Lost 3: Purgatory
- Spotlight Award :
  - Michael Fassbender pour ses rôles dans A Dangerous Method, Jane Eyre, Shame et X-Men : Le Commencement (X-Men: First Class)
- Special Filmmaking Achievement Award :
  - La franchise Harry Potter pour l' « adaptation exceptionnelle des livres en films »
- NBR Freedom of Expression : (ex æquo)
  - Crime After Crime
  - Pariah